# Шахпура (княжество)

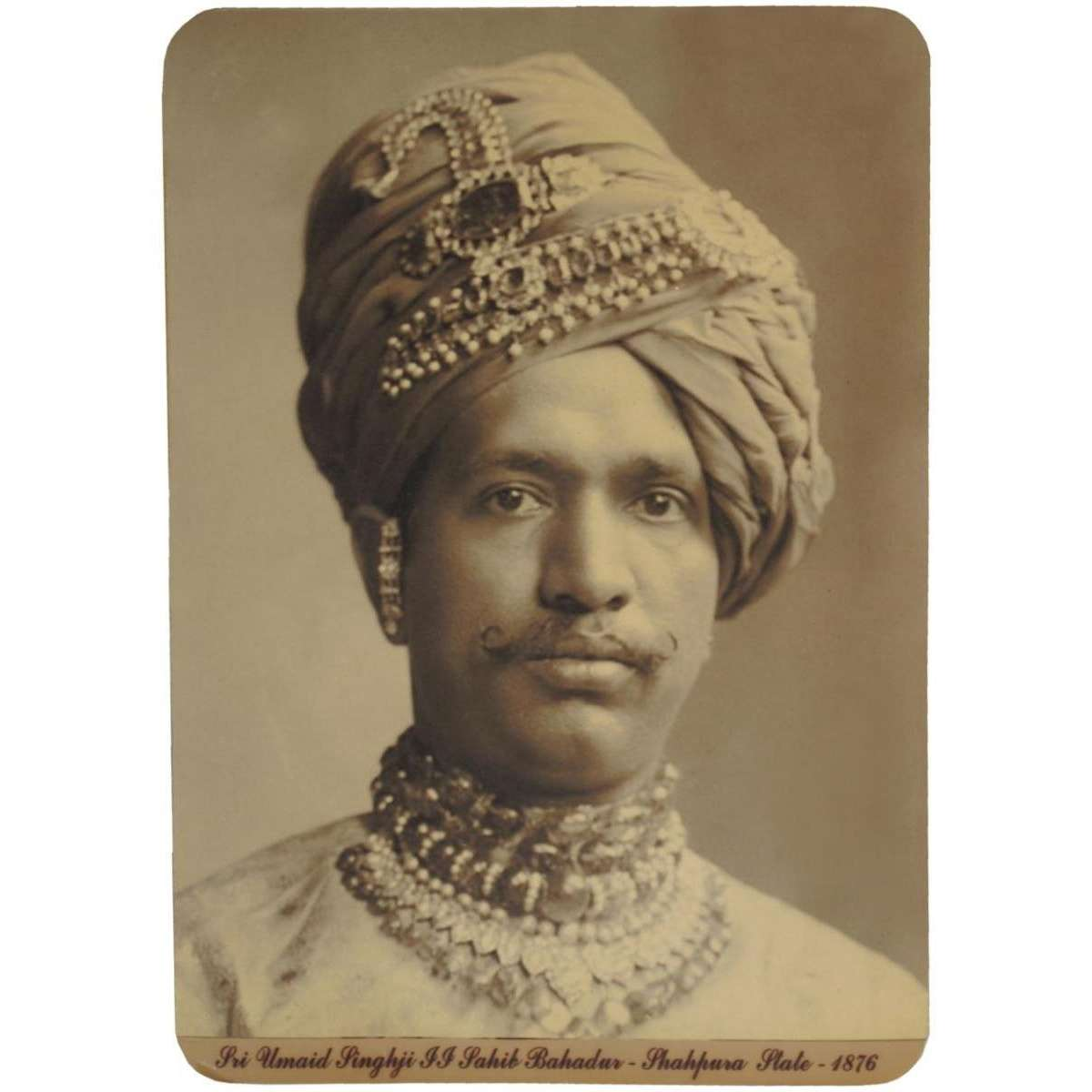
Махараджа Шахпуры Умайд Сингх II (1876—1955).

Княжество Шахпура — туземное княжество Индий в период британского владычества. Столица княжества — Шахпура, современный округ Бхилвара, штат Раджастан. Находилось под контролем Агентства Раджупатана. Последний правитель Шахпуры подписал акт о присоединении к Индийскому союзу в 1949 году.
Агентство Хараоти-Тонк со штаб-квартирой в Деоли управляло княжествами Тонк и Бунди, а также поместьем Шахпура.

## История
Территория княжества в V веке до н. э. находилась на северо-западной границе Империи Нанда.  
В период 322—187 годы до н. э. данная территория входила в Империю Мау́рьев государство периода железного века. 
В ходе своих походов воины Александра Македонского не дошли до княжества. 
Ориентировочно с VII века здесь появляются арабы.  Образовав первое крупное исламское государство на территории современной Индии, Делийский султанат куда и вошло княжество Шахпура существовавшее в северной части страны в 1206—1526 годах. В этот период впервые столицей государства стал Дели. Также впервые в истории миллионы индусов оказались под властью последователей ислама. 
В 1398 году основатель империи Тимуридов Тимур ибн Тарагай Барлас не дошел до княжества Шахпура, а повернул обратно после того как разбил Делийского султана. В 1526 году султанат как и входившее в него княжество было завоёвано основателем империи Великих Моголов Захир-ад-дин Мухаммад Бабу́ром правнуком тимуридского султана Миран-шаха, третьего сына Тамерлана.
До Великих Моголов Раджастхан и входившие в него княжества никогда не были политически единым, однако император Акбар внук Бабура создал единую провинцию.
В 1629 году джагир Пхулия было передано внуком Акбара могольским императором Шах-Джаханом раджпутскому принцу Суджан Сингх из клана Сисодия за его заслуги. Суджан немедленно переименовал Пхулию в Шахпуру в честь своего благодетеля Шах-Джахана. Махараджа Суджан Сингх вместе с 7 сыновьями погиб в битве при Дхарматпуре (Фатехбаде) 15 апреля 1658 года, сражаясь на стороне наследного принца Дары Шукоха против Аурангзеба. Ему наследовал его внук Химмат Сингх, сын Фатех Сингха, старшего сына Суджана Сингха. В сентябре 1664 года Химмат Сингх был вынужден отказаться от своего наследства в пользу своего дяди Даулат Сингха, единственного уцелевшего сына Суджана Сингха. 18 ноября 1685 года Даулат Сингх скончался от ран, полученных при Биджапуре. Даулату наследовал его единственный сын Бхарат Сингх (? — 1730), правивший в 1685—1729 годах.
Правители Шахпуры носили титул «Раджа», но позже были награждены титулом «Раджа Дхирадж» махараной Мевара. В 1908 году средний доход государства составлял 300 000 рупий. Раджа Дхирадж из Шахпуры получил от англичан право на 9-пушечный салют.

## Раджа Дхирадж
- 1706 — 27 декабря 1729: Бхарат Сингх (? — 24 января 1730), единственный сын Даулата Сингха (? — 1685). Возведенный в наследственный титул Раджи императором Аурангзебом в 1706 году. Заключен в тюрьму своим сыном Умайдом Сингхом 27 декабря 1729 года.
- 27 декабря 1729 — 13 января 1769: Умайд Сингх I (? — 13 января 1769), единственный сын предыдущего. В союзе с маратхами воевал против Великих Моголов.
- 14 января 1769 — 29 мая 1774: Рам Сингх (? — 29 мая 1774), сын Адут Сингха (? — 1729), отравленного собственным отцом, внук предыдущего
- 29 мая 1774 — 19 мая 1796: Бхим Сингх (1715 — 19 мая 1796), сын предыдущего
- 19 мая 1796 — 7 июля 1827: Амар Сингх (1784 — 7 июля 1827), сын предыдущего. Он правил на регентском совете до тех пор, пока не достиг совершеннолетия и не был наделен всей полнотой власти. Возведен могольским императором в наследственный титул Раджадхираджа.
- 7 июля 1827 — 5 июня 1845: Мадхо Сингх (1813 — 30 сентября 1845), старший сын предыдущего. Отрекся от престола в пользу своего сына 5 июня 1845 года.
- 5 июня 1845 — 23 июня 1853: Джагат Сингх (1837 — 23 июня 1853), сын предыдущего. Унаследовал престол после отречения своего отца и был коронован в Шахпуре 5 июня 1845 года. Он правил под руководством регентского совета, возглавляемого его матерью, пока не достиг совершеннолетия и не был наделен всей полнотой правящей власти.
- 15 июля 1853 — 2 декабря 1869: Лакшман Сингх (1852 — 2 декабря 1869), единственный сын Такура Чатара Сингха из Канехчанда, двоюродный брат предыдущего. Официально усыновленный вдовами Раджи Джагата Сингха 15 июля 1853 года. Коронован в Шахпуре в тот же день. Правил при регентском совете во главе с его приемной матерью Рани Мертаниджи.
- 21 апреля 1870 — 24 июня 1932: Нахар Сингх (7 ноября 1855 — 24 июня 1932), сын тхакура Дхирата Сингха из Дханопы. Усыновлен вдовами Раджи Джагата Сингха и коронован в тот же день, в Шахпуре, 21 апреля 1870 года. Признана правительством Индии и официально утвержден 11 июня 1870 года. Правил под управлением регентского совета, пока не достиг совершеннолетия 3 марта 1876 года. С 1 января 1903 года — сэр Нахар Сингх.
- 24 июня 1932 — 3 февраля 1947: Умайд Сингх II (7 марта 1876 — 13 марта 1955), старший сын предыдущего. Он помогал отцу в управлении княжеством, проводя многочисленные реформы и инновации, модернизируя и развивая государство так, как это не удавалось сделать в регионе на протяжении многих веков. Сменил на посту правителя после смерти своего отца, 24 июня 1932 года. Коронован 10 июля 1932 года. 3 февраля 1947 года отрекся от престола в пользу своего старшего сына, который руководил администрацией в течение тридцати пяти лет.
- 3 февраля 1947 — 15 августа 1947: Судхаршандев Сингх (18 декабря 1915—1992), старший сын предыдущего. Унаследовал престол после отречения своего отца 3 февраля 1947 года. Получил наследственный стиль «Его Высочество» в 1948 году. Подписал акт о присоединении к Индийскому союзу 15 августа 1947 года. 10 марта 1949 года он согласился на создании Большого Раджастана, по которому его княжество вошло в этот союз 6 апреля 1949 года. Он перестал пользоваться суверенными полномочиями после принятия Раджастаном конституции Индийского союза 26 ноября 1950 года.

## Титулярные раджи
- 1947—1992: Судхаршандев Сингх (18 декабря 1915—1992), старший сын Умайда Сингха II
- 1992 — настоящее время: Индраджит Део Сингх Сахиб (род. 9 марта 1935), единственный сын предыдущего.